# Leopold von Ledebur
Leopold Ernst Theodor Karl Felix Freiherr von Ledebur (7. ledna 1868 Špandava – 13. října 1951 v Hannoveru) byl německý generál pěchoty.

## Život

### Rodina
Jeho rodiče byli generálporučík Heinrich von Ledebur (1832–1912) a Frieda von Gersdorff. V září roku 1895 se Leopold von Ledebur oženil s Annou von Jagow.

### Vojenská kariéra
Ledebur navštěvoval zařízení pro kadety v Postupimi a Lichterfelde. Roku 1888 byl přidělen k 2. Garde-Regiment zu Fuß (2. gardový pěší pluk) Pruské armády. V roce 1899 sloužil jako adjutant pěšího pluku.
Po vypuknutí první světové války velel II. batalionu Oldenburského pěšího pluku č. 91, v srpnu 1914 byl zraněn a po dvou měsících se vrátil do I. rezervního batalionu Oldenburského pěšího pluku č. 91. Od ledna 1915 velel pěšímu pluku „von Voigts-Rhetz“ (3. Hannoversches) Nr. 79 a 27. ledna 1915 byl povýšen na hodnost Oberstleutnant (podplukovník). V roce 1918 byl Ledebur povýšen do hodnosti Oberst (plukovník) a převzal velení nad 102. Reserve-Infanterie-Brigade (102. záložní pěší brigáda). Toto velení si udržel až do roku 1919.
Ve stejné funkci převzal velení nad 91. pěším plukem (Reichswehru) a o pět měsíců později velel Reichswehr-Infanterie-Regimentu 19. Od září 1920 do srpna 1921 velel 16. pěšímu pluku Reichswehru. Od 3. srpna 1921 se stal velitelem v Breslau a 28. září byl povýšen na hodnost generálmajor. V roce 1924 byl povýšen do hodnosti Generalleutnant a s touto hodností velel 6. divizi Reichswehru a současně odpovídal za Wehrkreis VI v Münsteru. V únoru 1928 byl Ledebur při povýšení do hodnosti generál pěchoty propuštěn z armády a odešel do důchodu.